# Série mondiale 1999
La Série mondiale 1999 était la 95e série finale des Ligues majeures de baseball. Elle a débuté le 23 octobre 1999 et opposait les champions de la Ligue américaine et champions en titre du baseball, les Yankees de New York, aux champions de la Ligue nationale, les Braves d'Atlanta.
Cette série 4 de 7 s'est terminée le 27 octobre 1999 par une victoire par balayage des Yankees, quatre parties à zéro sur les Braves. Les Yankees de New York remportaient ainsi leur deuxième Série mondiale consécutive, une deuxième de suite dans le minimum de quatre parties, ainsi qu'un troisième titre en quatre ans et leur 25e au total, ce qui en faisait l'équipe la plus titrée des quatre sports professionnels majeurs en Amérique du Nord (baseball, football, basketball, hockey).

## Équipes en présence
Champions du monde en titre, les Yankees de New York remportèrent le championnat de la division Est de la Ligue américaine pour une deuxième année de suite malgré 16 défaites de plus que l'année précédentes. Avec un dossier de 98-64, ils terminèrent quatre parties devant les Red Sox de Boston, qualifiés pour une seconde saison consécutive comme meilleurs deuxièmes.
En Série de division, les Yankees balayèrent en trois matchs les champions de l'Ouest, les Rangers du Texas (95-67), et ce pour une deuxième année de file. Ils retrouvèrent en Série de championnat les Red Sox, leurs grands rivaux. Boston avait défait les quintuples champions de la division Centrale, les Indians de Cleveland (97-65), en cinq parties lors du premier tour. En deuxième ronde, New York eut le meilleur sur les Sox, quatre victoires à une.
Les Braves d'Atlanta présentèrent le meilleur dossier de toutes les majeures et remportèrent un 8e championnat de division consécutif, prenant le premier rang dans l'Est avec un rendement de 103-59. Ils éliminèrent en quatre parties les Astros de Houston (97-65), champions de la section Centrale pour la troisième saison d'affilée, lors de la Série de division.
Dans l'autre Série de division, les Diamondbacks de l'Arizona, qui venaient de savourer le premier championnat de division de leur histoire avec un dossier de 100-62, le deuxième meilleur de toutes les majeures, furent surpris par les Mets de New York (97-66). Ces derniers, qualifiés comme meilleurs deuxièmes, éliminèrent les champions de l'Ouest trois parties à une.
En Série de championnat, les Braves l'emportèrent 4 matchs à 2 sur les Mets, pour accéder à leur première Série mondiale depuis 1996. Il s'agissait d'une 17e présence en grande finale pour la franchise (une 5e depuis qu'elle est basée à Atlanta), eux qui comptent trois titres mondiaux (un seul dans leur location actuelle, celui de 1995.
Il s'agissait également en 1999 d'une revanche face à la Série mondiale 1996, remportée par les Yankees en 6 matchs sur les Braves.
Les Yankees participaient à leur 35e série finale. Ils comptaient au moment de la série de 1999 un record de 24 titres.

## Déroulement de la Série

### Calendrier des rencontres
| Match | Date       | Visiteur            | Hôte                | Score |
| ----- | ---------- | ------------------- | ------------------- | ----- |
| 1     | 23 octobre | Yankees de New York | Braves d'Atlanta    | 4 - 1 |
| 2     | 24 octobre | Yankees de New York | Braves d'Atlanta    | 7 - 2 |
| 3     | 26 octobre | Braves d'Atlanta    | Yankees de New York | 5 - 6 |
| 4     | 27 octobre | Braves d'Atlanta    | Yankees de New York | 1 - 4 |

### Match 1
Samedi 23 octobre 1999 au Turner Field, Atlanta, Géorgie.
| Yankees de New York | 0 | 0 | 0 | 0 | 0 | 0 | 0 | 4 | 0 | 4 | 6 | 0 |
| Braves d'Atlanta | 0 | 0 | 0 | 1 | 0 | 0 | 0 | 0 | 0 | 1 | 2 | 2 |
| Lanceurs partants : NYY : Orlando Hernandez ATL : Greg Maddux Vic. : Orlando Hernandez (1-0) Déf. : Greg Maddux (0-1) Sauv. : Mariano Rivera (1) HRs: ATL : Chipper Jones (1) |   |   |   |   |   |   |   |   |   |   |   |   |

Les Braves furent les premiers à s'inscrire à la marque en 4e grâce au circuit en solo de Chipper Jones. Ce fut là le seul coup sûr qu'accorda le partant des Yankees, Orlando Hernandez, durant ses sept manches au monticule. "El Duque" retira dix frappeurs des Braves sur des prises durant la rencontre.
Les Yankees inscrivirent leurs quatre points en début de 8e. Scott Brosius entreprit la manche avec un simple face à Greg Maddux. Le frappeur suppléant Darryl Strawberry soutira un but-sur-balles, puis Chuck Knoblauch déposa l'amorti mais atteint sauf le premier coussin sur l'erreur du joueur de premier but des Braves Ryan Klesko. Un simple de Derek Jeter permit au point égalisateur de marquer. Puis, face au releveur John Rocker, Paul O'Neill frappa un simple de deux points donnant l'avance 3-1 aux Yankees et atteint le deuxième but sur une seconde erreur de Klesko. Le dernier point des new-yorkais fut inscrit lorsque le frappeur suppléant Jim Leyritz reçu un but-sur-balles avec les buts remplis. Les Yankees l'emportèrent 4-1, Mariano Rivera enregistrant les quatre derniers retraits pour le sauvetage.

### Match 2
Dimanche 24 octobre 1999 au Turner Field, Atlanta, Géorgie.
| Yankees de New York                                                                                           | 3 | 0 | 2 | 1 | 1 | 0 | 0 | 0 | 0 | 7 | 14 | 1 |
| Braves d'Atlanta                                                                                              | 0 | 0 | 0 | 0 | 0 | 0 | 0 | 0 | 2 | 2 | 5  | 1 |
| Lanceurs partants : NYY : David Cone ATL : Kevin Millwood Vic. : David Cone (1-0) Déf. : Kevin Millwood (0-1) |   |   |   |   |   |   |   |   |   |   |    |   |

Les trois premiers frappeurs du match, Chuck Knoblauch, Derek Jeter et Paul O'Neill, cognent tous des simples aux dépens du partant des Braves, Kevin Milwood. Sans qu'aucun retrait soit enregistré, c'est déjà 1-0 New York. Deux autres simples, ceux de Tino Martinez et Scott Brosius, permettent aux Yankees de boucler la première manche avec une avance de 3-0. En troisième, les visiteurs envoient Milwood aux douches : Bernie Williams et Tino Martinez frappent des simples et Ricky Ledee enchaîne avec un double, et c'est 4-0. Une erreur du joueur d'arrêt-court Ozzie Guillen sur un roulant de David Cone permet à Martinez de compter et c'est 5-0.
Après Orlando Hernandez, c'est au tour de Cone de limiter l'attaque des Braves à un seul coup sûr. Le droitier lance sept manches pour la victoire et, malgré deux points accordés tard dans le match par la relève, les Yankees l'emportent facilement 7-2.

### Match 3
Mardi 26 octobre 1999 au Yankee Stadium, New York, NY.
| Braves d'Atlanta | 1 | 0 | 3 | 1 | 0 | 0 | 0 | 0 | 0 | 0 | 5 | 14 | 1 |
| Yankees de New York | 1 | 0 | 0 | 0 | 1 | 0 | 1 | 2 | 0 | 1 | 6 | 9  | 0 |
| Lanceurs partants : ATL : Tom Glavine NYY : Andy Pettitte Vic. : Mariano Rivera (1-0) Déf. : Mike Remlinger (0-1) HRs: NYY : Chad Curtis (1, 2), Tino Martinez (1), Chuck Knoblauch (1) |   |   |   |   |   |   |   |   |   |   |   |    |   |

Mystifiés par Orlando Hernandez et David Cone lors des matchs #1 et #2, les Braves n'entendent pas se laisser ridiculiser de la sorte par le partant des Yankees pour le match #3. Andy Pettitte est victime de 10 coups sûrs et 5 points mérités en seulement trois manches et deux tiers au monticule. Après quatre, c'est déjà 5-1 Atlanta. 
Mais les Yankees remontent la pente face à Tom Glavine. Chad Curtis (en 5e) et Tino Martinez (en 7e) frappent des circuits en solo. Puis en 8e, avec Joe Girardi sur les sentiers, Chuck Knoblauch frappe la longue balle à son tour pour créer l'égalité 5-5.
En fin de 10e manche, avec Mike Remlinger au monticule pour les Braves, Chad Curtis claque son deuxième circuit de la rencontre et d'un seul élan procure aux Yankees un gain de 6-5 et une avance de 3-0 dans la Série mondiale.

### Match 4
Mercredi 27 octobre 1999 au Yankee Stadium, New York, NY.
| Braves d'Atlanta | 0 | 0 | 0 | 0 | 0 | 0 | 0 | 1 | 0 | 1 | 5 | 0 |
| Yankees de New York | 0 | 0 | 3 | 0 | 0 | 0 | 0 | 1 | X | 4 | 8 | 0 |
| Lanceurs partants : ATL : Roger Clemens NYY : John Smoltz Vic. : Roger Clemens (1-0) Déf. : John Smoltz (0-1) Sauv. : Mariano Rivera (2) HRs : ATL : Jim Leyritz (1) |   |   |   |   |   |   |   |   |   |   |   |   |

Les Yankees prennent les devants 3-0 en fin de 3e contre le partant des Braves, John Smoltz. Le vétéran droitier Roger Clemens s'assure du reste, en n'accordant que quatre coups sûrs et un point en sept manches et deux tiers lancées. Jim Leyritz frappe un dernier circuit pour New York en 8e et le releveur Mariano Rivera vient terminer le travail pour un deuxième sauvetage dans cette série. Les Yankees remportent une victoire de 4-1 pour être sacrés champions de la Série mondiale pour une seconde années consécutive. Il s'agit de leur deuxième triomphe de suite par balayage (quatre victoires en quatre parties) et d'une seconde victoire en Série mondiale sur Atlanta en quatre ans.

## Joueur par excellence
Mariano Rivera, des Yankees de New York, accorda trois coups sûrs et aucun point en quatre manches et deux tiers lancées. Il retira trois frappeurs adverses sur des prises, fut crédité d'une victoire et enregistra deux sauvetages. On le nomma joueur par excellence de la Série mondiale 1999, le premier lanceur de relève à mériter cet honneur depuis son ex-coéquipier John Wetteland lors de la Série mondiale 1996.

## Autres
- Les Yankees devenaient en 1999 la première équipe à remporter deux Séries mondiales consécutives depuis les Blue Jays de Toronto en 1992 et 1993.
- Les Yankees ont balayé les Séries mondiales de 1998 et 1999. Il s'agissait de la première fois qu'un tel exploit était réussi depuis les séries finales de 1938 et 1939, aussi remportées dans le minimum de quatre parties par les Yankees.
- Il s'agissait en 1999 du premier balayage en Série mondiale par une équipe n'ayant pas l'avantage du terrain (donc ayant entrepris la série à l'étranger) depuis le triomphe des Orioles de Baltimore sur Los Angeles en 1966.
- Les Yankees présentèrent un dossier de 11-1 lors des trois rondes éliminatoires de 1999, la meilleure fiche de tous les temps en matchs d'après-saison. Ce record a depuis été égalé par les White Sox de Chicago, champions en 2005.

## L'Équipe du siècle
Avant le match #2 au Turner Field d'Atlanta, l'Équipe du siècle, une formation composée de joueurs étoiles du XXe siècle choisis par les amateurs au cours de l'année, fut présentée au public.
Durant l'avant-match diffusé au réseau NBC, le légendaire Pete Rose, élu sur cette équipe d'étoiles, accorda une entrevue au journaliste Jim Gray. Ce dernier offrit à Rose l'occasion d'avouer en direct à la télévision qu'il avait, dans les années 1980, parié sur des matchs de baseball majeur alors qu'il était joueur puis gérant des Reds de Cincinnati. 
Malgré l'insistance de Gray, Rose refusa d'avouer qu'il avait en effet parié illégalement sur le sport (chose qu'il finit par admettre en 2004). Plusieurs téléspectateurs furent outrés de l'agressivité du journaliste, alors que d'autres laissèrent entendre que la question était légitime puisque déjà des questions avaient été soulevées quant à l'inclusion de Pete Rose sur l'Équipe du siècle, lui qui est banni à vie du baseball majeur et interdit d'entrée au Temple de la renommée.
En réaction à l'entrevue, le joueur des Yankees de New York, Chad Curtis, refusa d'accorder une interview à Jim Gray après le match #3 au Yankee Stadium.